# Ionești (Gorj)
Ioneşti é uma comuna romena localizada no distrito de Gorj, na região de Oltênia. A comuna possui uma área de 39.96 km² e sua população era de 2548 habitantes segundo o censo de 2007.